# Ett riktigt jobb
Ett riktigt jobb (franska: Un métier sérieux) är en fransk dramakomedifilm från 2023. Filmen är regisserad av Thomas Lilti, som även skrivit manus.
Filmen hade biopremiär i Sverige den 23 augusti 2024.

## Handling
Filmen kretsar kring doktoranden Benjamin som tar ett vikariejobb på en högstadieskola i Paris utkanter. Han inser snabbt att det inte kommer bli en dans på rosor.

## Rollista (i urval)
- Vincent Lacoste – Benjamin
- François Cluzet – Pierre
- Adèle Exarchopoulos – Meriem
- Louise Bourgoin – Sandrine
- William Lebghil – Fouad
- Lucie Zhang – Sophie
- Bouli Lanners – Benjamins far